# Öster-Hundhålet
Öster-Hundhålet är en sjö i Krokoms kommun i Jämtland och ingår i Indalsälvens huvudavrinningsområde.